# みなみのうお座流星群
みなみのうお座流星群（英語: Piscis Austrinids、IAU番号 183）は、7月28日にピークのある流星群である。
放射点はみなみのうお座のフォーマルハウトの近くにある。時間あたりの出現流星数(ZHR)は5個であるが、放射点が天頂から遠いため、日本などでは、みることのできる流星は少ない。